# Philodicus tenuipes
Philodicus tenuipes är en tvåvingeart som beskrevs av Friedrich Hermann Loew 1858. Philodicus tenuipes ingår i släktet Philodicus och familjen rovflugor. Inga underarter finns listade i Catalogue of Life.